# Ferenc Pulszky
Ferencz Aurel Pulszky (1814-1897) fue un político y escritor húngaro

## Biografía
Nacido el 17 de septiembre de 1814 en Eperjes, tras estudiar derecho y filosofía en las escuelas secundarias de su ciudad natal y de Miskolcz, viajó al extranjero. Inglaterra le atrajo especialmente. Su libro Aus dem Tagebach eines in Grossbritannien reisenden Ungarns (Pest, 1837) le valió la admisión como miembro de la Academia Húngara. Elegido miembro del Reichstag en 1840, en 1848 fue designado para un puesto financiero en el gobierno húngaro y trasladado en la misma función a Viena. Sospechoso de intrigar con los revolucionarios, Pulszky huyó a Budapest para evitar ser arrestado. Allí se convirtió en un miembro activo del comité de defensa nacional y, cuando se vio obligado a huir del país, se unió a Kossuth en Inglaterra, con quien realizó una gira por los Estados Unidos. En colaboración con su esposa escribió una narración de este viaje, titulada White, Red, Black (3 vols., Londres, 1853). Condenado a muerte en 1852 por un consejo de guerra, en 1860 fue a Italia, participó en la expedición de Garibaldi a Aspromonte (1862) y fue internado como prisionero de guerra en Nápoles. Amnistiado por el emperador Francisco José en 1866, regresó a su país y se reincorporó a la vida pública; entre 1867 y 1876, y nuevamente en 1884, fue miembro de la Dieta húngara.
Además de su actividad política, fue presidente de la sección literaria de la Academia Húngara y director del Museo Nacional de Budapest, donde se distinguió por sus investigaciones arqueológicas. Hizo uso de sus medios para promover tanto el arte y la ciencia como las opiniones liberales en su país natal. Falleció el 9 de septiembre de 1897. Entre sus escritos se encontraron títulos como Die Jacobiner in Ungarn (Leipzig, 1851) y Eletem és Korom (Pest, 1880), además de numerosos textos sobre temas relacionados con Hungría aparecidos en las publicaciones de la Academia de Pest.